# Warneckea cauliflora
Warneckea cauliflora är en tvåhjärtbladig växtart som beskrevs av Jacq.-fel.. Warneckea cauliflora ingår i släktet Warneckea och familjen Melastomataceae. Inga underarter finns listade i Catalogue of Life.